# Aphnaeus
Aphnaeus är ett släkte av fjärilar. Aphnaeus ingår i familjen juvelvingar.

## Bildgalleri

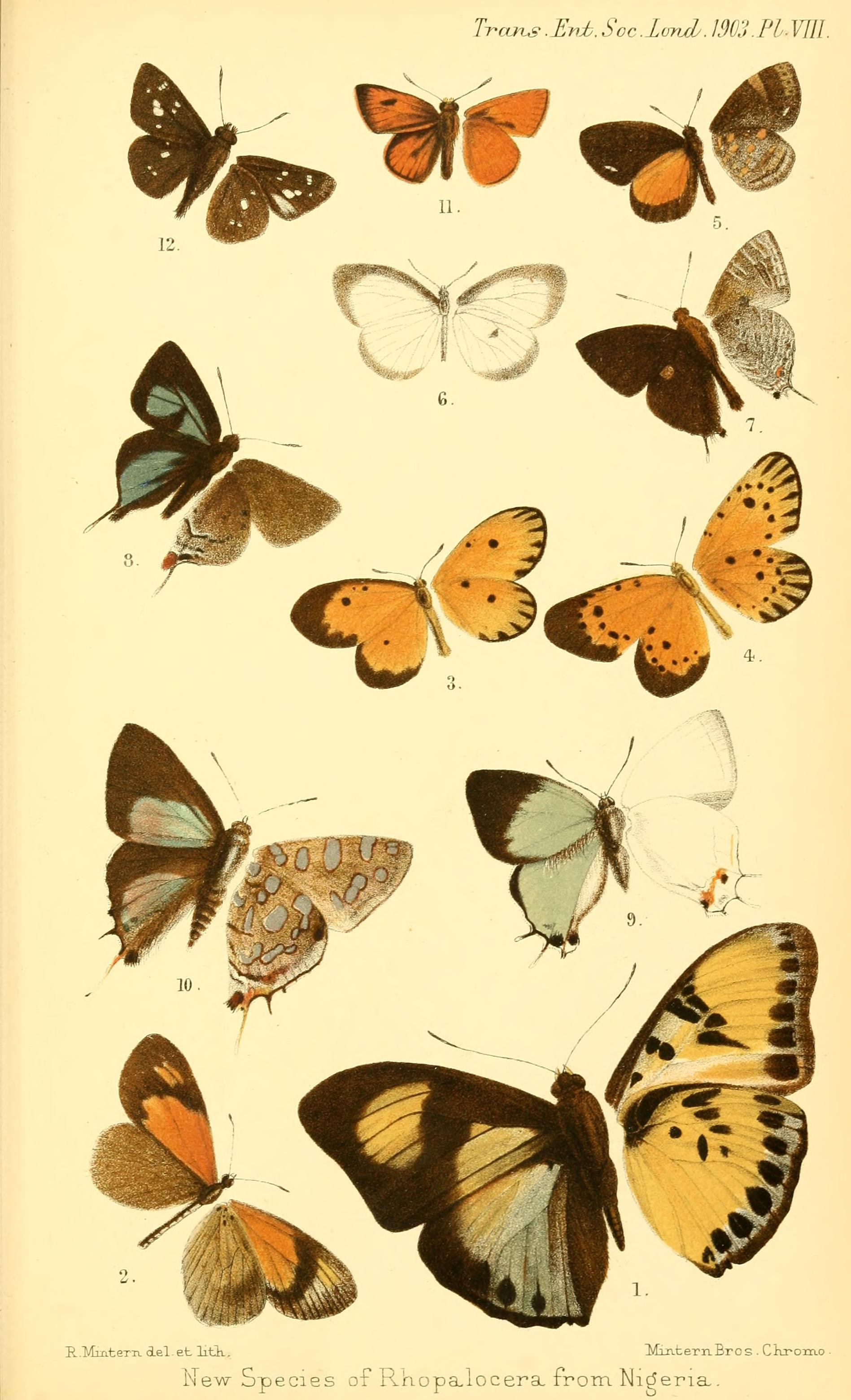
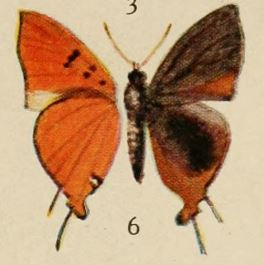
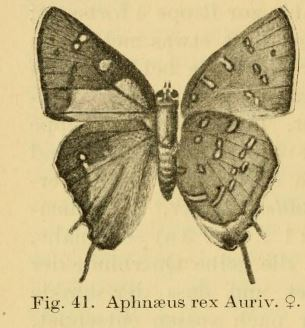
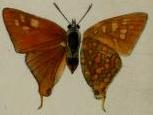
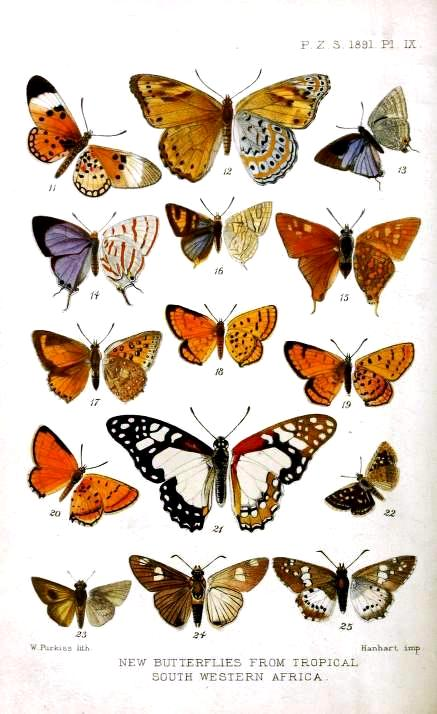
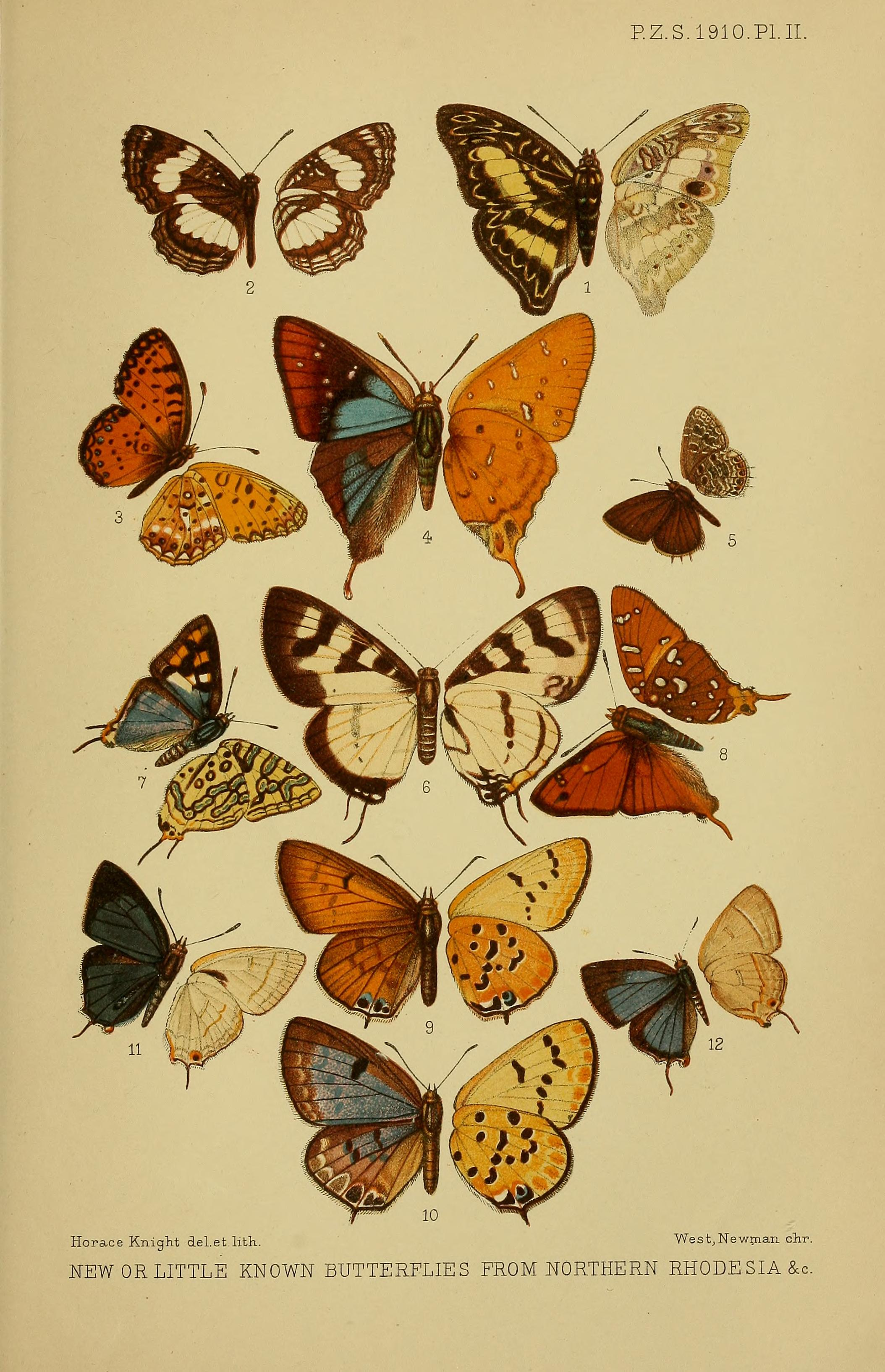

## Dottertaxa tillAphnaeus, i alfabetisk ordning[1]
- Aphnaeus abnormis
- Aphnaeus adamsi
- Aphnaeus aestivus
- Aphnaeus affinis
- Aphnaeus apelles
- Aphnaeus argentea
- Aphnaeus argenteola
- Aphnaeus argyrocyclus
- Aphnaeus asterius
- Aphnaeus avriko
- Aphnaeus azurea
- Aphnaeus barnesi
- Aphnaeus bilgis
- Aphnaeus bracteatus
- Aphnaeus brahami
- Aphnaeus bruneeli
- Aphnaeus caffer
- Aphnaeus ceylonica
- Aphnaeus chaka
- Aphnaeus chalybeatus
- Aphnaeus chapini
- Aphnaeus concanus
- Aphnaeus coronae
- Aphnaeus drucei
- Aphnaeus elima
- Aphnaeus erikssoni
- Aphnaeus erna
- Aphnaeus esmeralda
- Aphnaeus evansii
- Aphnaeus flavescens
- Aphnaeus fontainei
- Aphnaeus formosanus
- Aphnaeus frigidus
- Aphnaeus fusca
- Aphnaeus gabriel
- Aphnaeus gilloni
- Aphnaeus guttatus
- Aphnaeus heliodorus
- Aphnaeus herbuloti
- Aphnaeus himalayanus
- Aphnaeus hirayamae
- Aphnaeus hollandi
- Aphnaeus ictis
- Aphnaeus ilogo
- Aphnaeus iza
- Aphnaeus jacksoni
- Aphnaeus jefferyi
- Aphnaeus khurdanus
- Aphnaeus kiellandi
- Aphnaeus kuyanianus
- Aphnaeus latipicta
- Aphnaeus lazularia
- Aphnaeus leechi
- Aphnaeus lilacinus
- Aphnaeus littoralis
- Aphnaeus lunulifera
- Aphnaeus lutosus
- Aphnaeus marshalli
- Aphnaeus mashunae
- Aphnaeus minima
- Aphnaeus mishmisensis
- Aphnaeus modestus
- Aphnaeus mozambica
- Aphnaeus namaquus
- Aphnaeus natalensis
- Aphnaeus neavei
- Aphnaeus nilus
- Aphnaeus nipalicus
- Aphnaeus nubilus
- Aphnaeus nyanzae
- Aphnaeus nyassae
- Aphnaeus occidentalis
- Aphnaeus ogadenensis
- Aphnaeus orcas
- Aphnaeus oreas
- Aphnaeus orissanus
- Aphnaeus overlaeti
- Aphnaeus paroeica
- Aphnaeus paupera
- Aphnaeus peguanus
- Aphnaeus phanes
- Aphnaeus pindarus
- Aphnaeus pinheyi
- Aphnaeus pongulina
- Aphnaeus propinquus
- Aphnaeus pseudozeritis
- Aphnaeus questiauxi
- Aphnaeus rakma
- Aphnaeus rattrayi
- Aphnaeus rectilineata
- Aphnaeus rex
- Aphnaeus rubicundus
- Aphnaeus ruficaudis
- Aphnaeus rukmini
- Aphnaeus sani
- Aphnaeus schistacea
- Aphnaeus sepuloeda
- Aphnaeus seydeli
- Aphnaeus sozanensis
- Aphnaeus syama
- Aphnaeus tamaniba
- Aphnaeus taposana
- Aphnaeus terana
- Aphnaeus tigrinus
- Aphnaeus trifurcata
- Aphnaeus tytleri
- Aphnaeus ugandae
- Aphnaeus umbrosa
- Aphnaeus uniformis
- Aphnaeus vansomereni
- Aphnaeus victoriae
- Aphnaeus williamsi
- Aphnaeus zaffra
- Aphnaeus zebrinus
- Aphnaeus zoilus